# Phlyctimantis verrucosus
Phlyctimantis verrucosus es una especie de anfibios de la familia Hyperoliidae.
Habita en República Democrática del Congo, Ruanda, Uganda y posiblemente Tanzania.
Su hábitat natural incluye bosques tropicales o subtropicales secos y a baja altitud, montanos secos, marismas intermitentes de agua dulce, jardines rurales y zonas previamente boscosas ahora degradadas.
Está amenazada de extinción por la pérdida de su hábitat natural.